# Phyllanthus
Phyllanthus és un gènere de plantes amb flor de la família Phyllanthaceae.

## Característiques
És el gènere més gran de la família amb entre 750 i 1200 espècies. Phyllanthus té una gran diversitat d'hàbits incloent plantes anuals, perennes, herbàcies, arbusts, enredaderes, plantes aquàtiques i paquicaules suculentes.
Malgrat llur varietat, gairebé totes les espècies de Phyllanthus tenen un tipus de creixement conegut com a "branca filantoide".
Phyllanthus es troba en totes les regions tropicals i subtropicals del planeta. L'amla (Phyllanthus emblica) és una de les herbes principals de la medicina ayurvèdica i s'utilitza també en el tractament de la diabetis.

## Taxonomia
Entre les espècies més importants cal destacar:
- Phyllanthus abnormis Baill.
- Phyllanthus acidus (L.) Skeels - girambel·la
- Phyllanthus acuminatus Vahl - girambel·la de Jamaica
- Phyllanthus amarus Schumacher
- Phyllanthus angustifolius (Sw.) Sw.
- Phyllanthus arbuscula (Sw.) J.F.Gmel.
- Phyllanthus atropurpureus Bojer
- Phyllanthus brasiliensis (Aubl.) Poir.
- Phyllanthus caesiifolius Petra Hoffm. & Cheek
- Phyllanthus caroliniensis Walt.
- Phyllanthus cochinchinensis (Lour.) Spreng.
- Phyllanthus cuneifolius (Britt.) Croizat
- Phyllanthus debilis Klein ex Willd.
- Phyllanthus emblica L. - amla, amalaki
- Phyllanthus engleri Pax
- Phyllanthus epiphyllanthus L.
- Phyllanthus ericoides Torr.
- Phyllanthus fluitans
- Phyllanthus fraternus G.L.Webster
- Phyllanthus gentryi Webster
- Phyllanthus grandifolius L.
- Phyllanthus haughtii Croizat
- Phyllanthus juglandifolius Willd.
- Phyllanthus lacunarius F.Muell.
- Phyllanthus liebmannianus Muell.-Arg.
- Phyllanthus maderaspatensis L.
- Phyllanthus mirabilis Müll.Arg. - l'única planta suculenta del gènere
- Phyllanthus muellerianus (Kuntze) Exell
- Phyllanthus niruri L. - trenca-pedra
- Phyllanthus parvifolius Buch.-Ham. ex D.Don
- Phyllanthus piscatorum Kunth
- Phyllanthus pentaphyllus C. Wright ex Griseb.
- Phyllanthus polygonoides Nutt. ex Spreng.
- Phyllanthus profusus N.E.Br.
- Phyllanthus pseudocanami Müll.Arg.
- Phyllanthus pudens L.C. Wheeler
- Phyllanthus pulcher Wallich ex Muell.-Arg.
- Phyllanthus reticulatus Poir.
- Phyllanthus saffordii Merr.
- Phyllanthus salviifolius Kunth
- Phyllanthus stipulatus (Raf.) G.L. Webster
- Phyllanthus tenellus Roxb.
- Phyllanthus urinaria L.
- Phyllanthus virgatus G.Forst.
- Phyllanthus watsonii A. Shaw

## Galeria

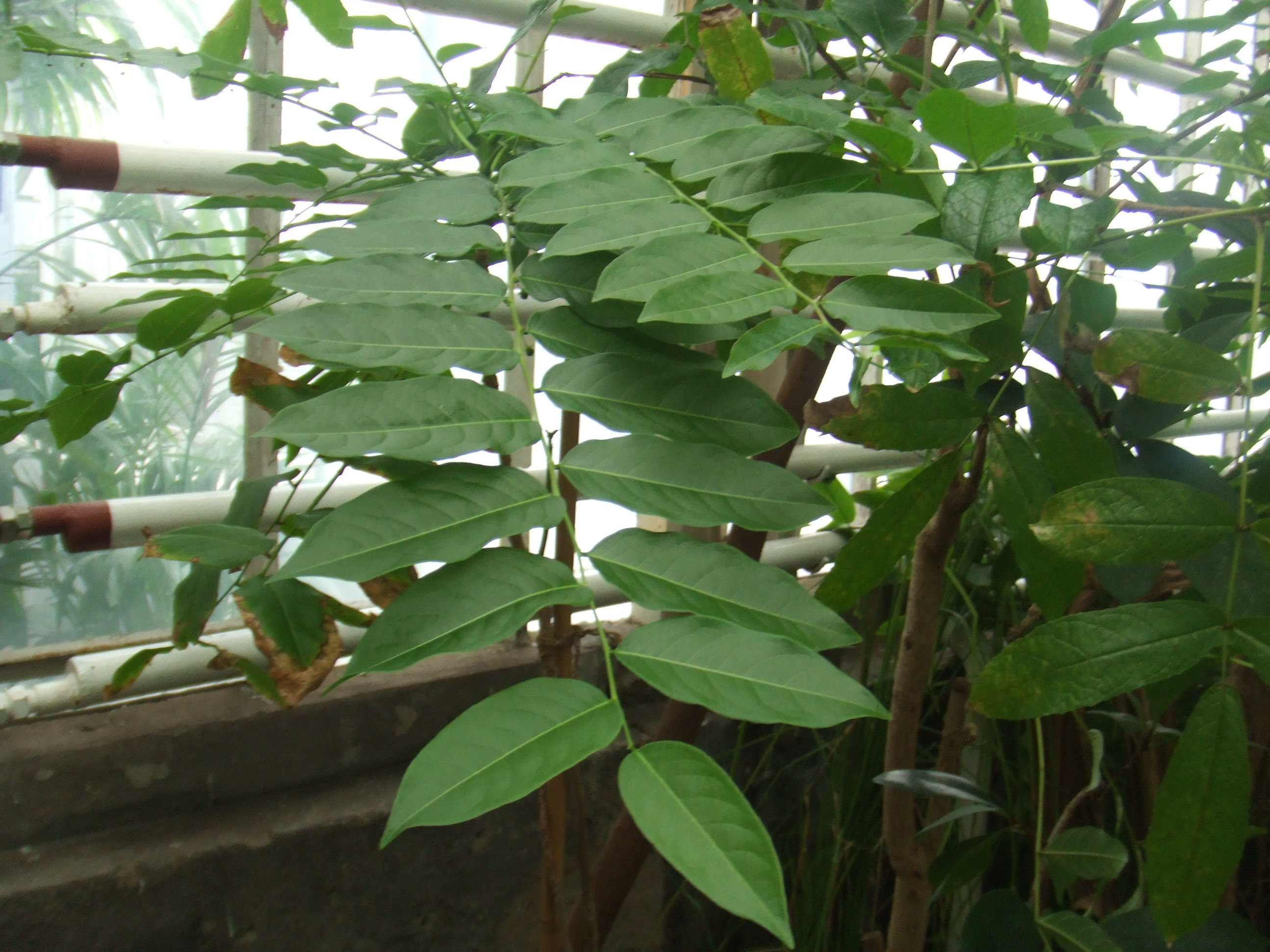
Phyllanthus acidus
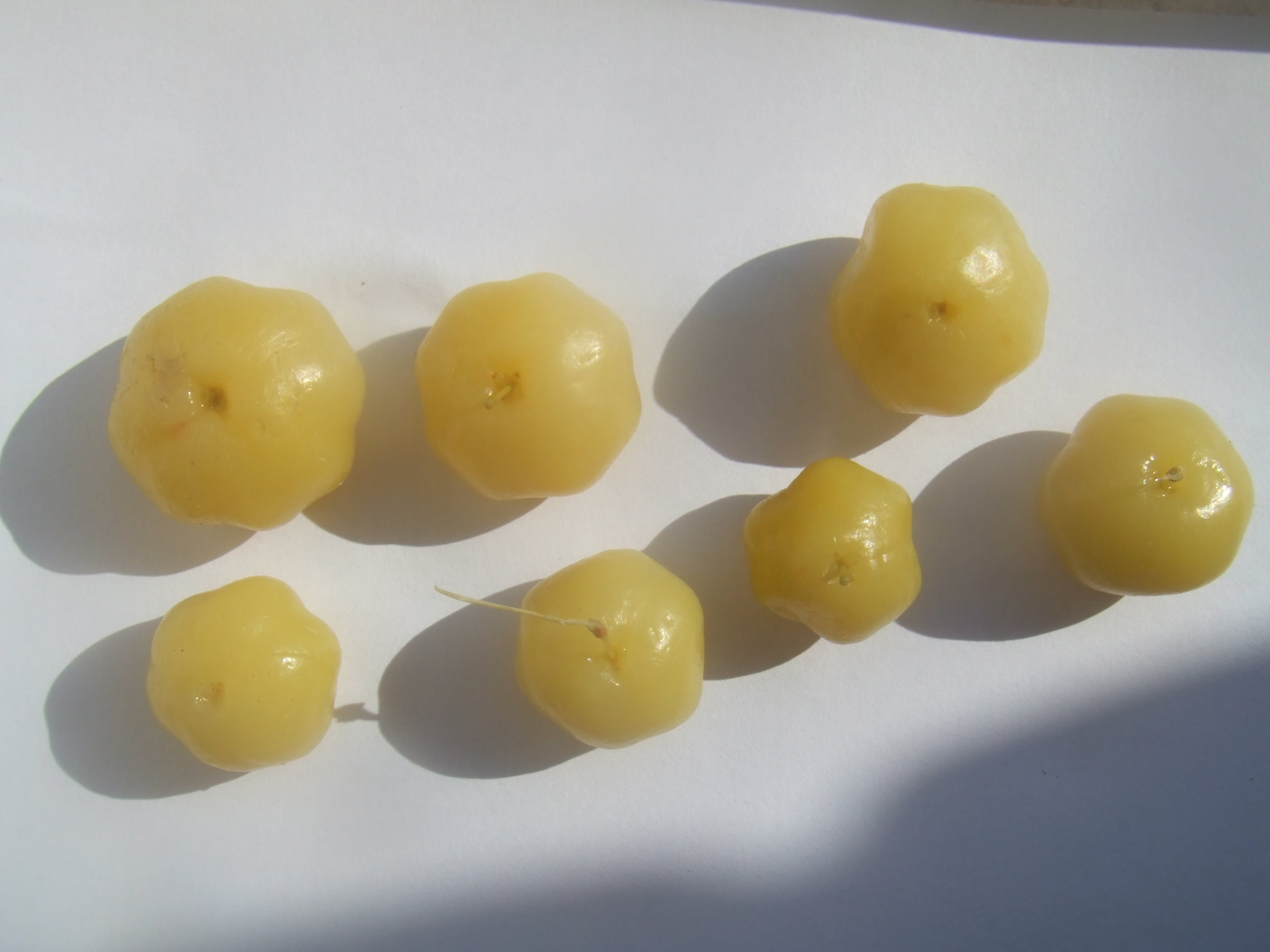
Phyllanthus acidus Fruits
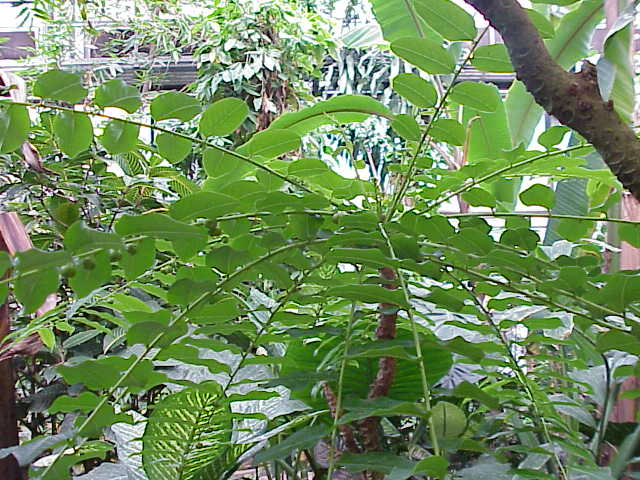
Phyllanthus juglandifolius
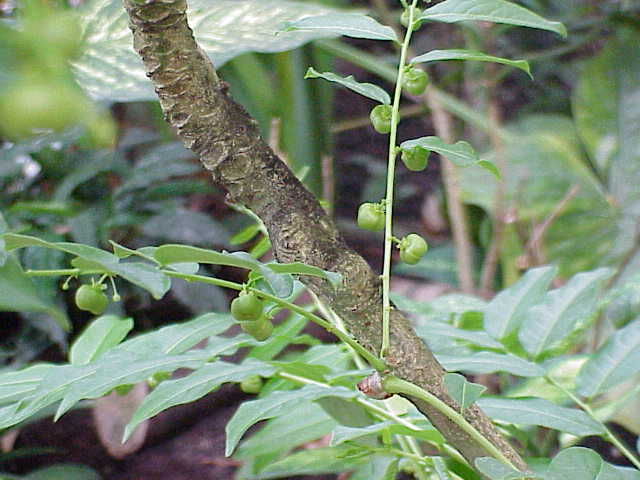
Phyllanthus juglandifolius
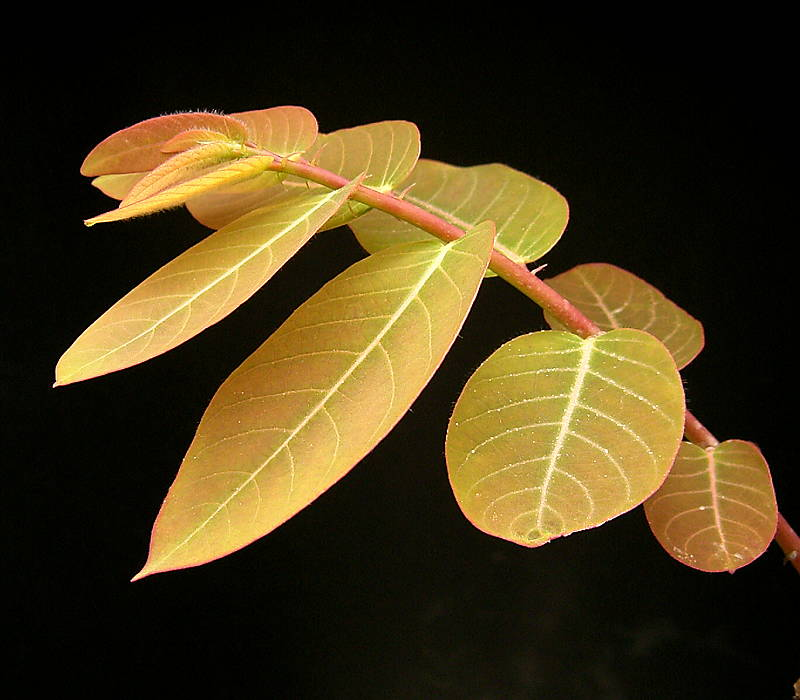
Phyllanthus mirabilis fulles
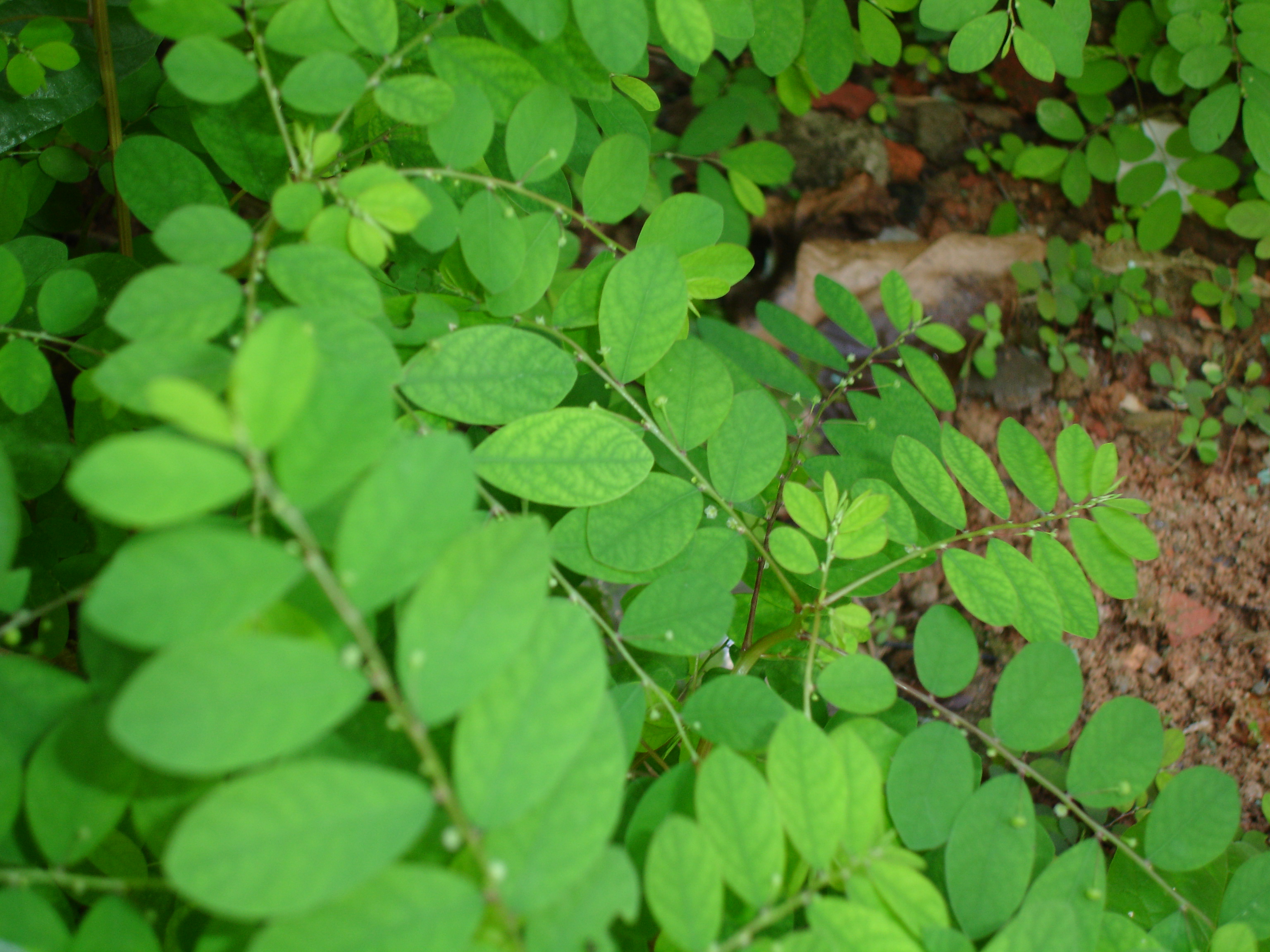
Phyllanthus niruri fulles